# Невер
 Тази статия е за града във Франция.  За историческото графство вижте Невер (графство).  
Невѐр (на френски: Nevers; на латински: Noviodunum, по-късно Nevirnum и Nebirnum) е град в централна Франция. Той е главният град на бившата провинция. Невер се намира на 260 km от Париж. Градът е разположен при вливането на река Ниевър в Лоара. За кратко време през XIV век градът е седалище на университет, прехвърлен от Орлеан. Населението му е 33 235 жители по данни от 1 януари 2016 г.

## Известни личности
- Пиер Гаспар

## Побратими градове
- Будапеща, Унгария
- Кобленц, Германия
- Лунд, Швеция
- Мантуа, Италия
- Солун, Гърция